# Мюррей, Джордж, 5-й граф Данмор
Джордж Мюррей, 5-й граф Данмор (англ. George Murray, 5th Earl of Dunmore; 30 апреля 1762 — 11 ноября 1836) — шотландский пэр и политик. Он носил титул учтивости — виконт Финкасл с 1762 по 1809 год.

## Происхождение и образование
Родилсмя 30 апреля 1762 года. Старший сын Джона Мюррея, 4-го графа Данмора (1730—1809), и леди Шарлотты, урожденной Стюарт (1740—1818), дочери Александра Стюарта, 6-го графа Гэллоуэй, и леди Кэтрин Кокрейн (младшая дочь 4-го графа Дандональда). Он получил образование в колледже Крайст-черч Оксфордского университета (в который поступил в 1778 году).
Его отец присоединился к якобитскому восстанию 1745 года «Красавчика принца Чарли» и был назначен пажом принца Чарльза.

## Карьера
Лорд Финкасл заседал в Палате общин Великобритании от Лискекерда с 1800 по 1802 год.
25 февраля 1809 года после смерти своего отца Джордж Мюррей унаследовал титулы 5-го графа Данмора (Пэрство Шотландии), 5-го виконта Финкасла (Пэрство Шотландии) и 5-о лорда Мюррея из Блэра, Мулена и Тиллемота (Пэрство Шотландии).
За поддержку вигов 10 сентября 1831 года для него был создан титул 1-го барона Данмора из Дамонра в Форрест Атолла в графстве Пертшир (Пэрство Соединённого королевства), что давало ему и его потомкам автоматически дало ему место в Палате лордов Великобритании.
В 1803 году — лейтенант Миддлсекского йоменского полка и подполковник Добровольческой пехоты Хейтора.

## Личная жизнь
3 августа 1803 года лорд Данмор женился на своей двоюродной сестре, леди Сьюзан Гамильтон (3 августа 1774 — 24 мая 1846), дочери Арчибальда Гамильтона, 9-го герцога Гамильтона, и леди Харриет Стюарт (дочери 6-го графа Галлоуэя). У супругов было трое сыновей:
- Александр Эдвард Мюррей, 6-й граф Данмор (1 июня 1804 — 15 июля 1845), который женился на леди Кэтрин Герберт, дочери Джорджа Герберта, 11-го графа Пембрука[1].
- Достопочтенный сэр Чарльз Августус Мюррей (22 ноября 1806 — 3 июня 1895), дипломат. В 1850 году он женился первым браком на Элизабет «Элиз» Уодсворт, дочери Джеймса Уодсворта из Дженесо, штат Нью-Йорк. После ее смерти в 1851 году он женился вторым браком в 1862 году на своей двоюродной сестре, достопочтенной Эдит Сьюзан Эстер Фицпатрик, дочери Джона Фицпатрика, 1-го барона Каслтауна, и Августы Дуглас[1].
- Достопочтенный Генри Энтони Мюррей (10 января 1810 — 17 февраля 1865), контр-адмирал Королевского флота[1].

Лорд Данмор скончался в Глен-Файнарте в Аргайлшире 11 ноября 1836 года в возрасте 74 лет. Его старший сын Александр унаследовали его титулы.